# 最後のシュート
「最後のシュート」（さいごのシュート）は、日本の楽曲。作詞・作曲：杉山加奈。1987年12月 - 1988年1月、NHKの歌番組『みんなのうた』で放送された。

## 概要
バスケットボール部員を主人公とした歌。引退試合で惜敗（59点対60点）し、涙とともに部活動を引退する少女の心境が綴られている。映像は実写を用いた。収録地は埼玉県入間市の入間市立西武中学校。
『みんなのうた』では1番のみの放送であるが、アルバムに収録されている2番では、主人公の少女が部室に戻る様子が描かれている。部室には後輩の折った千羽鶴があり、少女はユニフォームに顔を埋めて泣く。
長らく再放送はされていなかったが、NHK Eテレの『みんなのうたリクエスト』で、2012年12月8日と2013年1月5日に四半世紀ぶりの再放送となった。

## アルバムとの相違
「最後のシュート」はSWAYのアルバム『チャイム』に収録されている。『みんなのうた』放送分とアルバム収録分とでは、以下のような相違がある。
- 編曲
  - 『みんなのうた』では森田雅彦の編曲で、金管楽器などの対旋律が目立っていたが、アルバムはピアノを主体としている。なお、アルバムの編曲者は丸尾めぐみ。
- 歌詞
  - 『みんなのうた』の最後では引退後も時々教えにくると語りかけているが、アルバムの歌詞では時々しごきにくる、となっている。